# Limoges (Ontario)
Pour les articles homonymes, voir Limoges (homonymie).
Limoges est une petite ville  dans les comtés unis de Prescott et Russell en Ontario au (Canada), où les francophones forment les deux tiers de la population. Le village est situé en majeure partie dans la municipalité de La Nation. Une petite partie de son territoire est située dans le canton de Russell.
Le 7 juin 2010, le plus grand parc aquatique du Canada, Calypso, ouvre ses portes à l'entrée du village.
La ville a une école élémentaire de langue française et une école primaire anglophone (École élémentaire catholique Saint-Viateur et Cambridge Public School). Pour ce qui est des écoles secondaires, il y en deux (École secondaire catholique Embrun et École secondaire catholique Casselman) qui sont situés à environ 15 minutes des deux bords de la ville. 
Cette petite ville a beaucoup évoluée dans les dernières années (2010 +). Plusieurs nouveaux quartiers se sont développés ainsi qu'un nombre de commerces. Par exemple, une nouvelle pharmacie, un nouveau site de camping (Oasis RV Resort) et même un tout nouveau complexe sportif. Ce complexe offre plusieurs activités comme du soccer, de la danse, etc. 

## Personnalités
- Marc-André Lemieux, chanteur.

## Démographie
| 2011  | 2016  |
| ----- | ----- |
| 1 723 | 2 048 |